# Pirascca iasis
Pirascca iasis is een vlindersoort uit de familie van de prachtvlinders (Riodinidae), onderfamilie Riodininae.
Pirascca iasis werd in 1903 beschreven door Godman.